# Fady Joudah
Fady Joudah (Austin, 1971) è un poeta, traduttore e medico statunitense, di origine palestinese. Ha fatto volontariato presso Medici Senza Frontiere. Ha tradotto dall'Arabo alcune poesie dei poeti palestinesi contemporanei Mahmoud Darwish e Ghassan Zaqtan - per quest'ultima traduzione gli è stato conferito il Griffin Poetry Prize.

## Opere
- (EN)  The Earth in the Attic, Yale University Press, 2008, ISBN 978-0-300-13431-5
- (EN)  Alight, Copper Canyon Press, 2013
- (EN)  Tethered to Stars, Milkweed Editions, 2021

### Contributi
- (EN)  Barbara Schwepcke, Bill Swainson (a cura di), A New Divan: A Lyrical Dialogue between East and West, Gingko Library, ISBN 9781909942554

### Traduzioni
- (EN)  Mahmoud Darwish, The Butterfly's Burden, Copper Canyon Press, 2007, ISBN 978-1-55659-241-6
- (EN)  Mahmoud Darwish, If I Were Another, Macmillan, 2009, ISBN 978-0-374-17429-3
- (EN)  Mahmoud Darwish, The Silence That Remains, Copper Canyon Press, 2017, ISBN 978-1-55659-514-1